# Konsum Mellanskåne
Konsum Mellanskåne var en svensk konsumentförening bildad 1963 av föreningarna i Eslöv, Höör och Hörby med huvudsaklig verksamhet i dessa orter. Huvudkontoret låg i Eslöv.

## Historik

### Bildande
Konsum Mellanskåne bildades 1963 genom sammanslagning av Konsumentföreningen Eslöv med omnejd, Höörs konsumtionsförening och Hörbyortens konsumtionsförening.
Föreningen räknade sin historia tillbaka till bildandet av Järnvägsmännens konsumtionsförening i Eslöf den 11 februari 1903. År 1915 ändrades namnet till Eslövs kooperativa handelsförening. Namnet hade tidigare använts för två konsumentföreningar i Eslöv, en kortlivad 1902 och en som grundades 1908 och gick i konkurs 1911. Namnet Konsumentföreningen Eslöv med omnejd infördes först 1961. Höörs kooperativa konsumtionsförening hade grundats 1907 och Hörby nya kooperativa handelsförening grundades 1917.
Föreningarna i Eslöv, Höör, Hörby och Röstånga hade tidigare diskuterat en sammanslagning  i början av 1930-talet. Den gången ledde samtalen dock bara till att Röstånga kooperativa handelsförening uppgick i Eslövsföreningen 1932.

### Verksamhet
1960-talet präglades av en hård rationalisering av butiksnätet. År 1960 hade de tre föreningarna sammanlagt 30 butiker, av vilka de flesta skulle komma att läggas ner. Det inkluderade alla butiker utanför de tre huvudorterna, vilket innebar att föreningen lämnade orter som Örtofta, Stehag, Röstånga, Linderöd, Löberöd och Bjärsjölagård. Vid 1960-talets slut hade man bara fem butiker totalt, nämligen Domus i Eslöv, så kallade "Konsumhallar" i Höör och Hörby samt två mindre butiker på Kyrkogatan och Stallgatan i Eslöv.
Föreningens första Domus i Eslöv hade invigts den 24 oktober 1962 och låg på Västergatan. En av föreningens största enskilda investeringar var byggandet av ett nytt Domus i Eslöv. För detta ändamål hade föreningen fått lov att exploatera hela kvarteret Stenbocken för varuhus med parkering. Marken förvärvade i februari 1970 och bygget inleddes den 26 januari 1972. Nya Domus invigdes den 5 april 1973 av landshövding Gösta Netzén. Det nya Domus hade även en egen restaurang, vilket föreningen inte hade haft tidigare.
I samband med att nya Domus öppnade stängde utöver gamla Domus även Konsum på Stallgatan, varefter den enda kvarvarande mindre Konsumbutiken var den på Kyrkogatan. Butiken på Kyrkogatan blev en Servus 1977. En ny butik på Rönnebergaområdet öppnade hösten 1991. Mot slutet av 1993 stängde Domusrestaurangen. Butiken på Kyrkogatan lades ner under 1990-talet.
Valter Högberg som hade lett Eslövsföreningen från 1960 ledde den sammanslagna föreningen fram till 1976. Han efterträddes då av disponent Lennart Ljungberg som sedan var föreningens direktör fram till pensioneringen 1988.

### Sammanslagning med KBK
Under 1999 uppgick Konsum Mellanskåne i Kristianstad-Blekinge konsumentförening (KBK).
KBK fortsatte driften av Konsum Mellanskånes butiker. Konsum Rönneberga stängde dock i januari 2006. År 2008 revs lokalen och en ny Netto byggdes på platsen.